# مارتا مولر
مارتا مولر (بالألمانية: Martha Müller-Grählert)‏ (و. 1876 – 1939 م) هي صحفية، وكاتِبة ألمانية، ولدت في بارث ألمانيايا، توفيت في فرانتسبورغ، عن عمر يناهز 63 عاماً.